# Bertie Auld
Robert „Bertie“ Auld (* 23. März 1938; † 14. November 2021 in Paisley) war ein schottischer Fußballspieler.
Bertie Auld wechselte schon im März 1955 zu Celtic, kam aber vor allem wegen seiner fehlenden Disziplin und seines eigenwilligen Charakters nicht voran. Nach mehreren kürzeren Leihgeschäften mit kleineren Vereinen wechselte er 1961 zu Birmingham City, wo er 1963 den Ligapokal gewann.
1965 kehrte er vermutlich aufgrund von Bestrebungen Jock Steins zu Celtic zurück und verbrachte beinahe den Rest seiner Spielerkarriere bei dem Klub.
Das Mittelfeld wurde durch die effektive Zusammenarbeit zwischen ihm und Bobby Murdoch zu einem der wichtigsten Elemente des Celtic-Spiels.
Er war fester Teil der Mannschaft, die neunmal die schottische Meisterschaft und 1967 den Europapokal der Landesmeister gegen Inter Mailand gewann, weswegen man die Spieler später als Lisbon Lions nannte (nach dem Austragsort des Endspiels des Europapokals).
Es war Bertie Auld, der in den Katakomben des Lissaboner Stadions vor dem Beginn des Spiels den Celtic Song anstimmte – sehr zur Belustigung der Inter-Spieler.
1971 verließ Auld Celtic und schloss sich Hibernian Edinburgh an.
Nach dem Ende seiner Spielerkarriere arbeitete er als Trainer für Partick Thistle, Hibernian Edinburgh und den FC Dumbarton. Er war auch für Hamilton Academical tätig.
Der ehemalige Mittelfeldspieler ist nun regelmäßiger Gast des offiziellen Celtic-Fernsehkanals Celtic TV. Er ist für seinen Hang zur Cholerik und für seine eigensinnige Art beim Kommentieren der Vereinsangelegenheiten bekannt.
1959 spielte Bertie Auld dreimal für die schottische A-Nationalmannschaft.